# Arthropteris orientalis
Espèce
Synonymes
- Polypodium orientale J.F. Gmel.[1]

Arthropteris orientalis est une espèce de fougères des zones semi-sèches d'Afrique.

## Liste des variétés
Selon Catalogue of Life (7 novembre 2019) :
- variété Arthropteris orientalis var. humblotii
- variété Arthropteris orientalis var. subbiaurita

Selon The Plant List (7 novembre 2019) :
- variété Arthropteris orientalis var. subbiaurita (Hook.) Bonap.

Selon Tropicos (7 novembre 2019) (Attention liste brute contenant possiblement des synonymes) :
- variété Arthropteris orientalis var. boutoniana (Hook.) C. Chr.
- variété Arthropteris orientalis var. subbiaurita (Hook.) Bonap.